# CAMS 30
Die CAMS 30 war ein zweisitziges, einmotoriges Flugboot, das in Frankreich in den frühen 1920er Jahren hergestellt wurde.

## Geschichte
Es war das erste Flugboot, das der Italiener Raffaele Conflenti (1889–1946) für das französische Luftfahrtunternehmen Chantiers Aéro-Maritimes de la Seine (kurz: CAMS) entwickelte. Conflenti war zuvor bei der Società Idrovolanti Alta Italia (SIAI) beschäftigt.
Die CAMS Serie 30E war ein Doppeldecker und wurde als Schulflugboot eingesetzt. Der Prototyp wurde 1922 auf dem Salon de l’Aéronautique in Paris vorgestellt. Die positive Entwicklung des Typs führte zu mehreren Aufträgen. Allein 22 Maschinen wurden für das französische Militär bestellt. Sieben Flugzeuge wurden nach Jugoslawien und vier nach Polen exportiert.
Die Version für die Allgemeine Luftfahrt hatte die Bezeichnung CAMS 30T und zwei zusätzliche Passagiersitze. Im August 1924 startete der Werkspilot Ernest Burri mit dieser Maschine zu einem Weltrundflug und stellte einen Geschwindigkeitsrekord für Passagier-Wasserflugzeuge auf. Die Anzahl der produzierten CAMS 30T ist nicht genau bekannt.

## Varianten

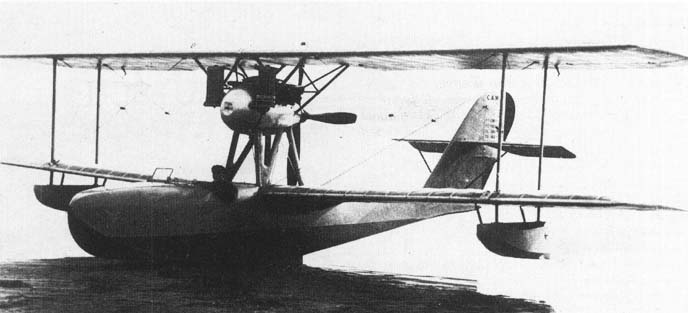
CAMS 30T

- CAMS 30E: (1922) zweisitziges, militärisches Schulflugboot
- CAMS 31:  (1922) einsitziger Prototyp mit Hispano-Suiza 8Fb-Motor; er diente als Ausgangsmodell für die später gebaute CAMS 31P (Postflugboot)
- CAMS 30T: (1924) Passagierversion der CAMS 30E mit zwei zusätzlichen Sitzen

## Daten der Trainerversion
| Kenngröße            | Daten                                                                           |
| -------------------- | ------------------------------------------------------------------------------- |
| Besatzung            | 2 (Flugschüler und -lehrer)                                                     |
| Länge                | 9,28 m                                                                          |
| Spannweite           | 12,40 m                                                                         |
| Höhe                 | 3,12 m                                                                          |
| Flügelfläche         | 43,0 m²                                                                         |
| Leermasse            | 885 kg                                                                          |
| Startmasse           | 1180 kg                                                                         |
| Triebwerk            | 1 × Hispano-Suiza 8A, Leistung 112 kW (ca. 150 PS) mit Vierblatt-Druckpropeller |
| Reisegeschwindigkeit | ~153 km/h                                                                       |